# Kwartał Rotermanna

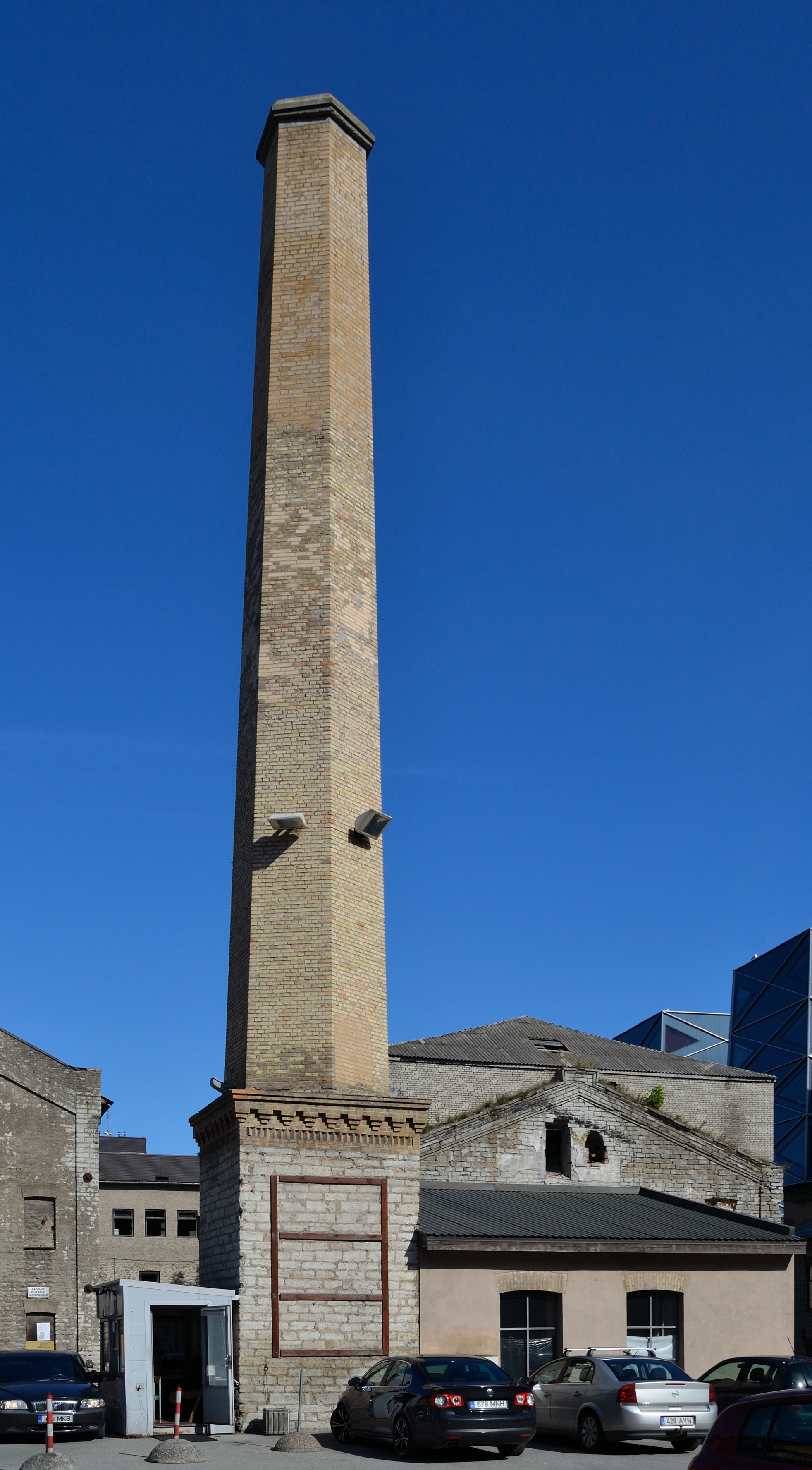
Komin dawnego młyna

Kwartał Rotermanna (est. Rotermanni kvartal) – dawna dzielnica przemysłowa w Tallinnie, część Śródmieścia.

## Historia

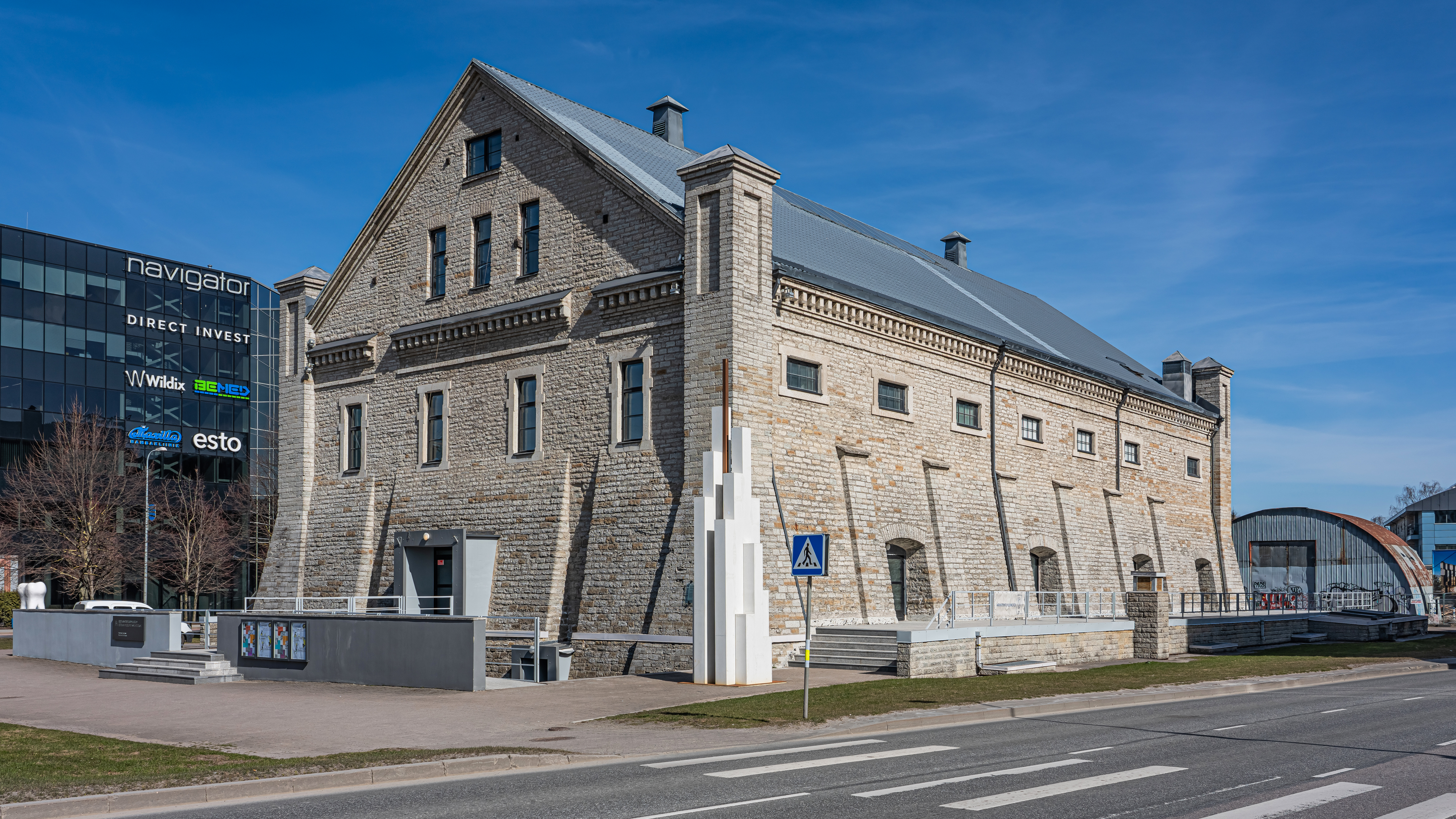
Magazyn soli (1908)

W 1828 r. Christian Abraham Rotermann przybył do Rewla i otworzył w mieście dom towarowy specjalizujący się w produkcji, imporcie i eksporcie materiałów budowlanych. W 1849 r. wzniósł przy Rosyjskim Rynku (ob. Viru väljak) własny dom handlowy. Z czasem Rotermann i jego syn Christian Barthold rozwinęli działalność, wznosząc w tej samej dzielnicy cukrownię, fabrykę krochmalu i gorzelnię. Christian Barthold Rotermann (1840-1912) był jednym z najbardziej znanych wielkich przemysłowców w mieście.
Szybki rozwój dzielnicy przemysłowej miał miejsce na początku XX w. W 1904 r. został zbudowany elewator i młyn, rok później - pięciokondygnacyjna kaszarnia. W 1908 r. na terenie Kwartału Rotermanna powstał magazyn soli, zaprojektowany przez niemieckiego inżyniera Ernsta Bustedta, natomiast w 1912 r. zakład piekarniczy, najnowocześniejszy w Imperium Rosyjskim. Główną dominantą całej dzielnicy był wysoki komin wzniesiony w 1902 r. W latach 1910–1911 r. na terenie kwartału wzniesiono nowy secesyjny dom rodziny Rotermannów, na miejscu wcześniejszego, drewnianego. 
W międzywojennej Republice Estońskiej interesy rodzinne prowadził nadal syn Christiana Bartholda - Christian Ernst August. Założył on na terenie Kwartału jedną z pierwszych w Estonii firm zajmujących się sprzedażą samochodów. Poza tym w dzielnicy nadal funkcjonowały młyn, zakład piekarniczy, zakłady lniane, tartak, tkalnia, zakład obróbki drewna, fabryka pokryć dachowych, pracownia wyrobu porcelany i szkła dekoracyjnego, gorzelnia Rosen & Co. W 1930 r. miał miejsce wielki pożar magazynów zbożowych przedsiębiorstwa, którego gaszenie trwało dwa tygodnie.
W 1940 r., po wkroczeniu Armii Czerwonej do Estonii i aneksji niepodległego kraju do ZSRR, prywatne przedsiębiorstwa Rotermanna zostały znacjonalizowane. Zajmujące się produkcją żywności Rotermanni Tehased przekształcono w kombinat im. Viktora Kingiseppa, Rosen & Co - w tallińską fabrykę wódek. Po wkroczeniu Niemców do Tallinna nacjonalizacja Rotermanni Tehased została anulowana, jednak w warunkach wojny i okupacji zwrot zakładów dawnym właścicielom był faktycznie niemożliwy. Po powtórnym włączeniu Estonii do ZSRR produkcja żywności na terenie dzielnicy była kontynuowana. Nie wszystkie budynki w Kwartale były jednak wykorzystywane, część z nich poważnie podupadła, popadając stopniowo w ruinę. Na początku lat 70. planowane było wyburzenie zabudowań Kwartału, planowano bowiem radykalną przebudowę tallińskiego Śródmieścia, w tym wytyczenie obszernego bulwaru z hotelu Viru do portu. Ostatecznie w 1981 r. dzięki protestom architektów do realizacji tych planów nie doszło.

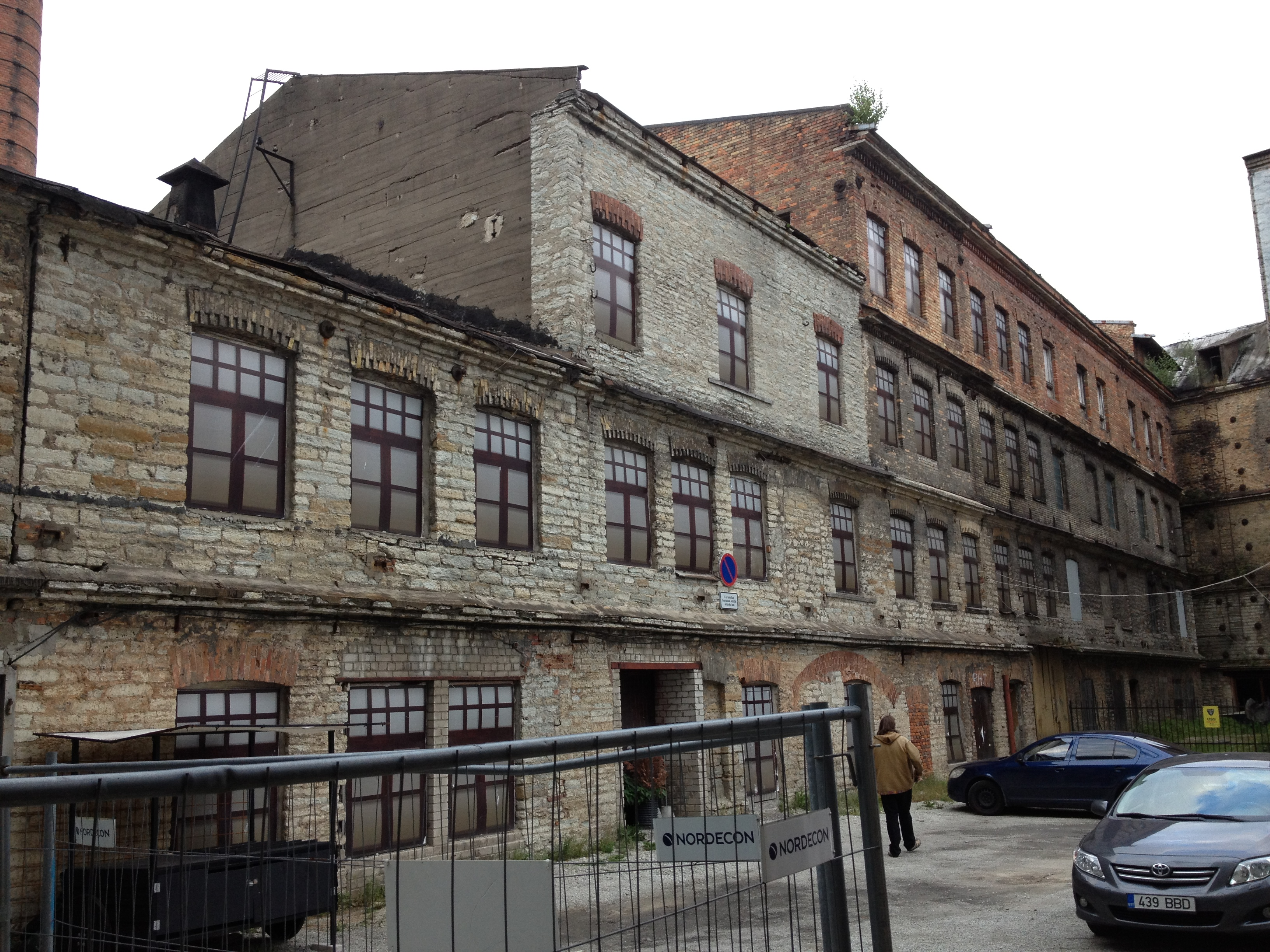

W zniszczonych budynkach pofabrycznych Kwartału Rotermanna był kręcony film Andrieja Tarkowskiego Stalker.
Dzielnica została zrewitalizowana po upadku ZSRR i odzyskaniu niepodległości przez Estonię. W 1996 r. w dawnym magazynie solnym otwarto Estońskie Muzeum Architektury. W dzielnicy działają restauracje, hotele, galerie i inne instytucje kulturalne. Na terenie Kwartału Rotermanna możliwe jest wznoszenie nowych budynków, ale z zachowaniem limitu wysokości do 24 metrów, by nowe budynki nie przewyższały zabytkowego elewatora. W latach 2003–2004 znaczną część nieruchomości w Kwartale wykupił estoński biznesmen Urmas Syyrumaa.